# Ethyl iodide
Ethyl iodide (hay iodoethan) là một hợp chất hữu cơ không màu, dễ cháy. Nó có công thức hóa học là C2H5I và được điều chế bằng cách đun nóng ethanol với iod và phosphor. Khi tiếp xúc với không khí, đặc biệt là dưới tác dụng của ánh sáng, nó bị phân hủy và chuyển sang màu vàng hoặc hơi đỏ do iod hòa tan.
Nó cũng có thể được điều chế bằng phản ứng giữa acid hydroiodic và ethanol để chưng cất ethyl iodide. Ethyl iodide nên được bảo quản trong môi trường có bột đồng để tránh bị phân hủy nhanh chóng, mặc dù với phương pháp này, các mẫu không kéo dài quá 1 năm.

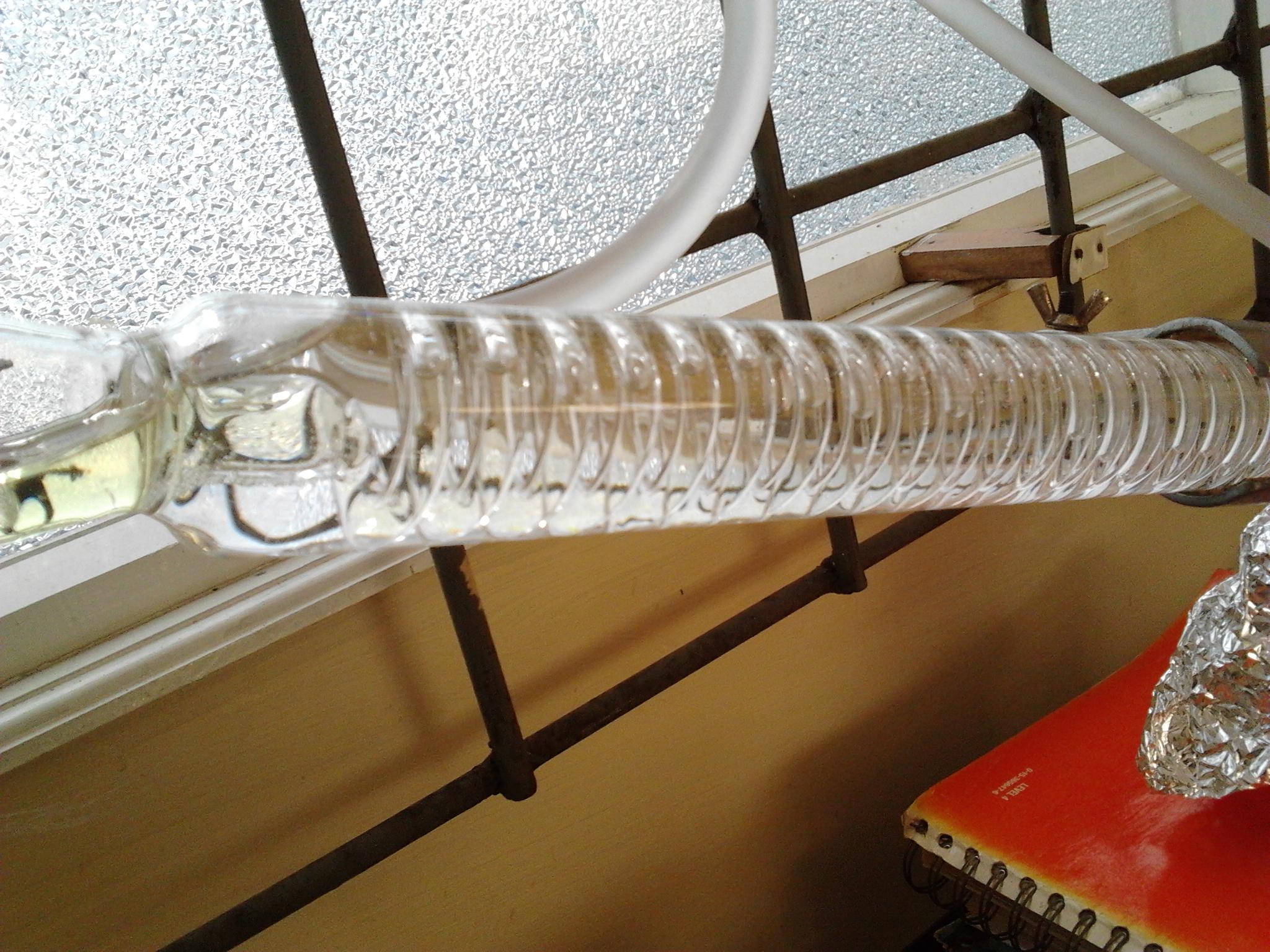
Chưng cất ethyl iodide. Nó có một màu xanh lục do quá trình phân hủy.

Bởi vì iodide là một nhóm rời tốt, ethyl iodide là một chất ethyl hóa tuyệt vời. Nó cũng được sử dụng như chất xúc tiến gốc hydro.

## Điều chế
Ethyl iodide được điều chế bằng cách sử dụng phosphor đỏ, ethanol tuyệt đối và iod. Iod hòa tan trong ethanol, nơi nó phản ứng với phosphor rắn để tạo thành phosphor triiodide, chất này phải được hình thành tại chỗ vì nó không ổn định. Trong quá trình này, nhiệt độ được kiểm soát.
3C2H5OH + PI3 → 3C2H5I + H3PO3
Sản phẩm thô được tinh chế bằng cách chưng cất.